# Skæve Sogn
Skæve Sogn er et sogn i Frederikshavn Provsti (Aalborg Stift).
I 1800-tallet var Skæve Sogn et selvstændigt pastorat. Det hørte til Dronninglund Herred i Hjørring Amt. Skæve sognekommune blev ved kommunalreformen i 1970 indlemmet i Sæby Kommune, som ved strukturreformen i 2007 indgik i Frederikshavn Kommune.
I Skæve Sogn ligger Skæve Kirke.
I sognet findes følgende autoriserede stednavne:
- Birket (bebyggelse)
- Bollebakken (bebyggelse)
- Brohuse (bebyggelse)
- Brønden (bebyggelse)
- Bundgård (bebyggelse)
- Bøjestederne (bebyggelse)
- Dybvad (bebyggelse)
- Føltved (bebyggelse)
- Guldbæk (bebyggelse)
- Heden (bebyggelse)
- Hugdrup (bebyggelse)
- Hugdrup Fælled (bebyggelse)
- Karmissig (bebyggelse)
- Kærsgård (bebyggelse)
- Kærsgårde (bebyggelse)
- Langholt (bebyggelse)
- Lille Mølholt (bebyggelse)
- Lovsig (bebyggelse)
- Molbjerg Mark (bebyggelse)
- Nejsum Vestermark (bebyggelse)
- Nyborg (bebyggelse)
- Ovnstrup (bebyggelse)
- Ovnstrup Hede (bebyggelse)
- Ovnstrup Mark (bebyggelse)
- Ovnstrupholt (bebyggelse)
- Ovnstruplund (bebyggelse)
- Råholt (bebyggelse)
- Skellet (bebyggelse)
- Skævebro (bebyggelse)
- Smågårde (bebyggelse)
- Spånbæk (vandareal)
- Spånhede (bebyggelse)
- Stagsted (bebyggelse)
- Stagsted Hede (bebyggelse)
- Stagsted Skov (areal)
- Stensholt (bebyggelse)
- Store Mølholt (bebyggelse)
- Taunsig (bebyggelse)
- Topperhuse (bebyggelse)
- Tværhøj (areal)
- Tøsbæk (bebyggelse, vandareal), delt med Voer Sogn
- Vester Mellergårde (bebyggelse)
- Vester Træholt (bebyggelse)
- Vesterskov (bebyggelse)
- Vrængmose (bebyggelse)
- Ørvad (bebyggelse)
- Øster Træholt (bebyggelse)
- Ålegårdsodde (bebyggelse)